# أس بونتيس دي غارسيا رودريغيز
بلدية أس بونتيس دي غارسيا رودريغيز (بالإسبانية: As Pontes de García Rodríguez)‏، هي إحدى بلديات مقاطعة لا كرونيا إحدى مقاطعات إسبانيا، والتي تقع في منطقة جليقية شمال غرب إسبانيا.
يبلغ عدد سكانها أكثر من 10.399 نسمة وفقاً لإحصائية سنة (2016).

## معرض صور

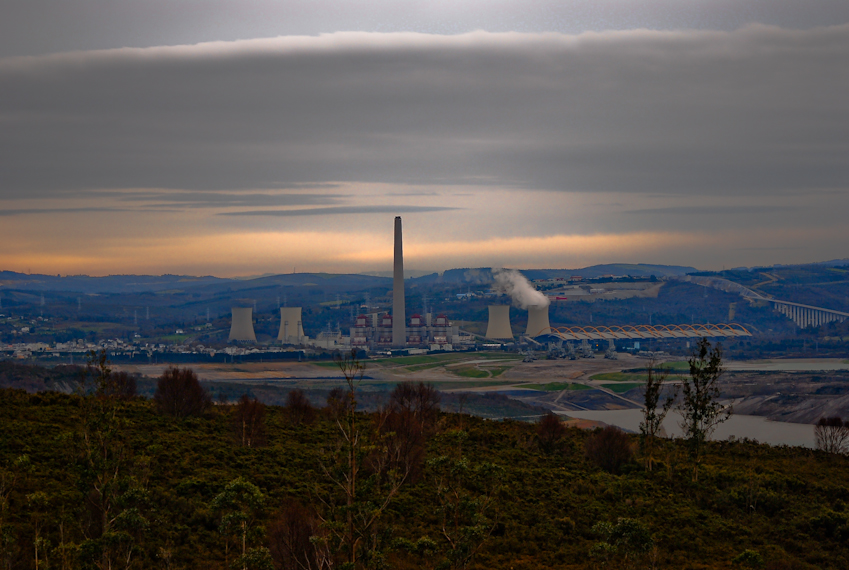
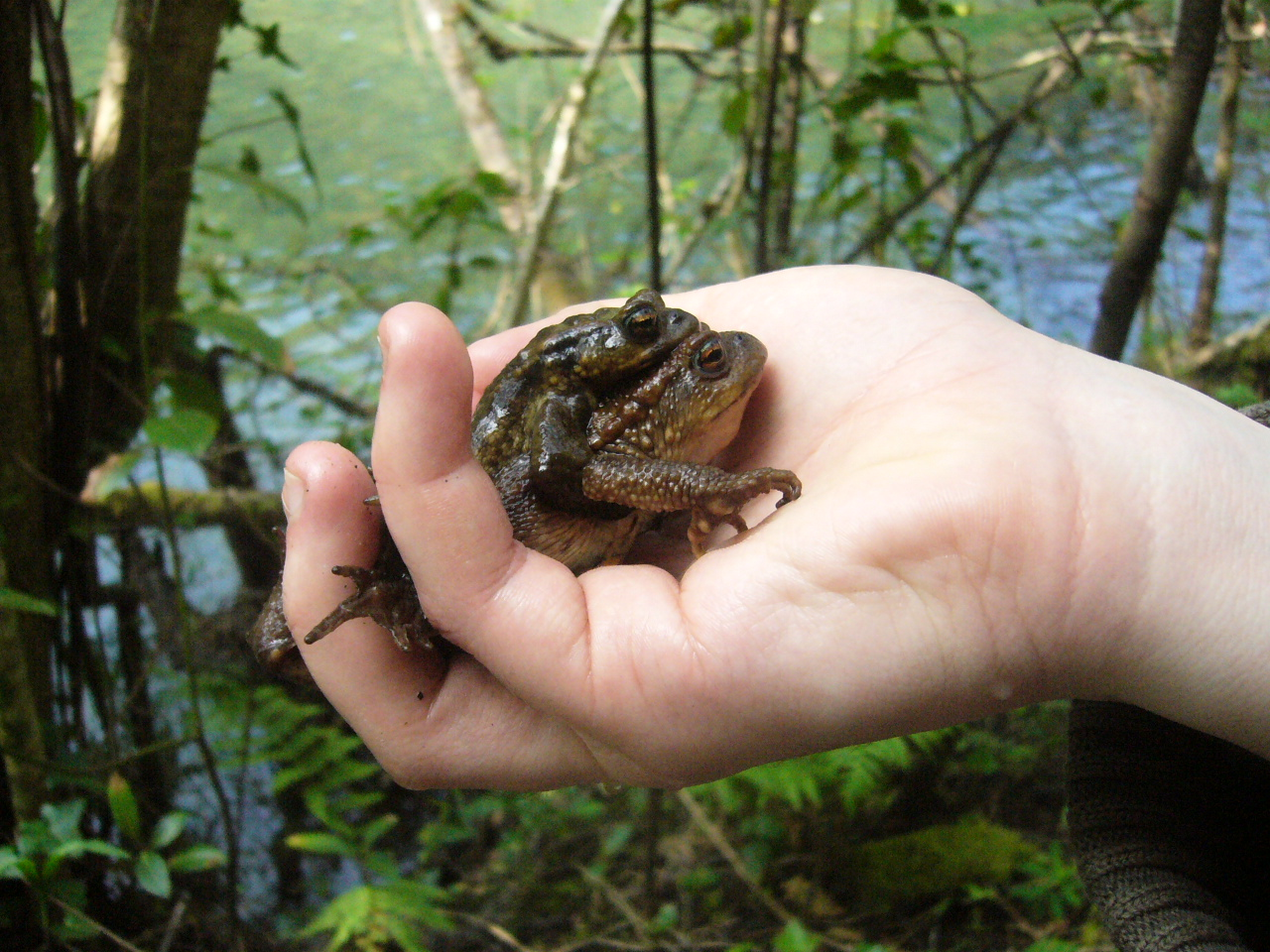
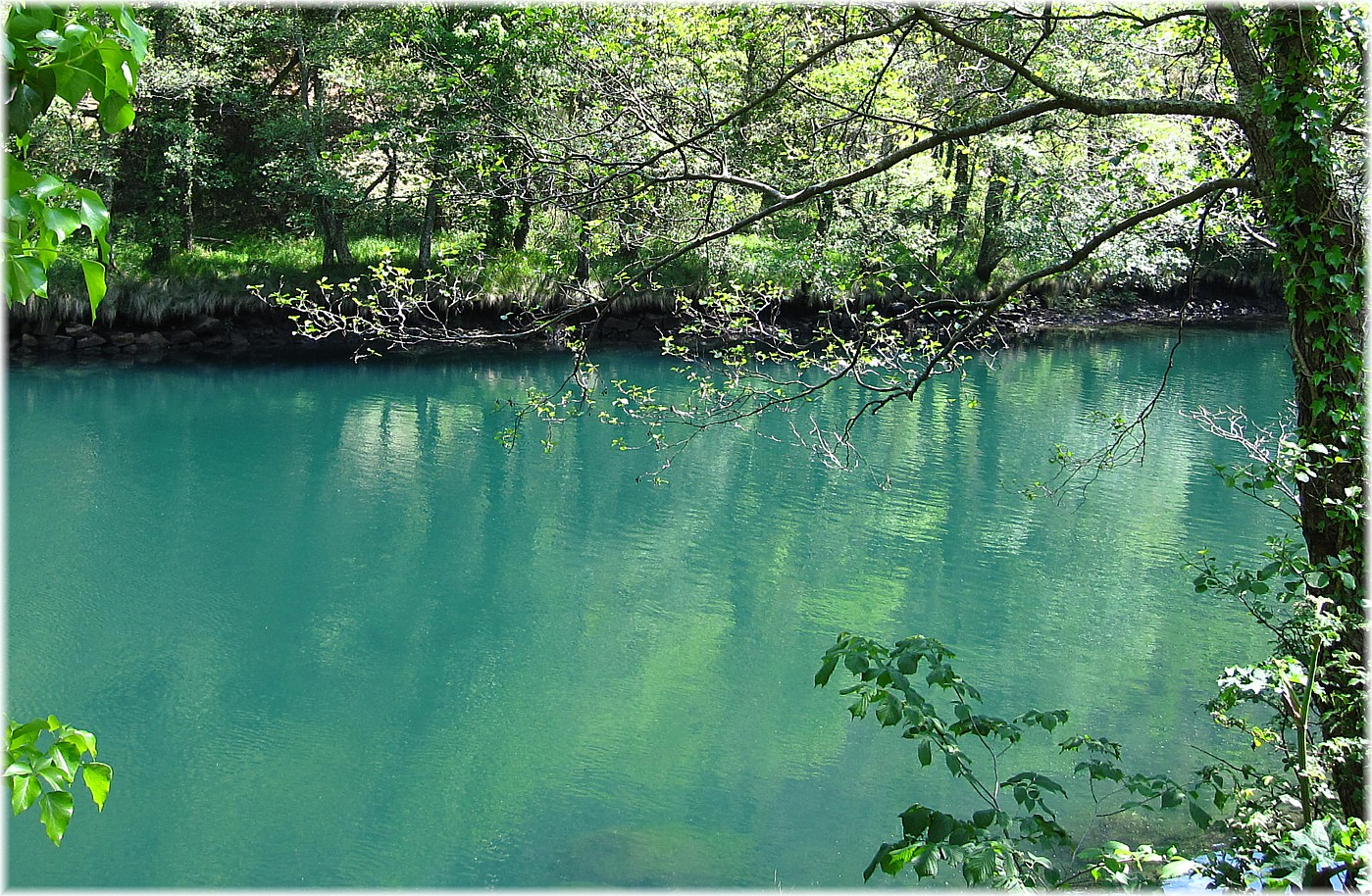
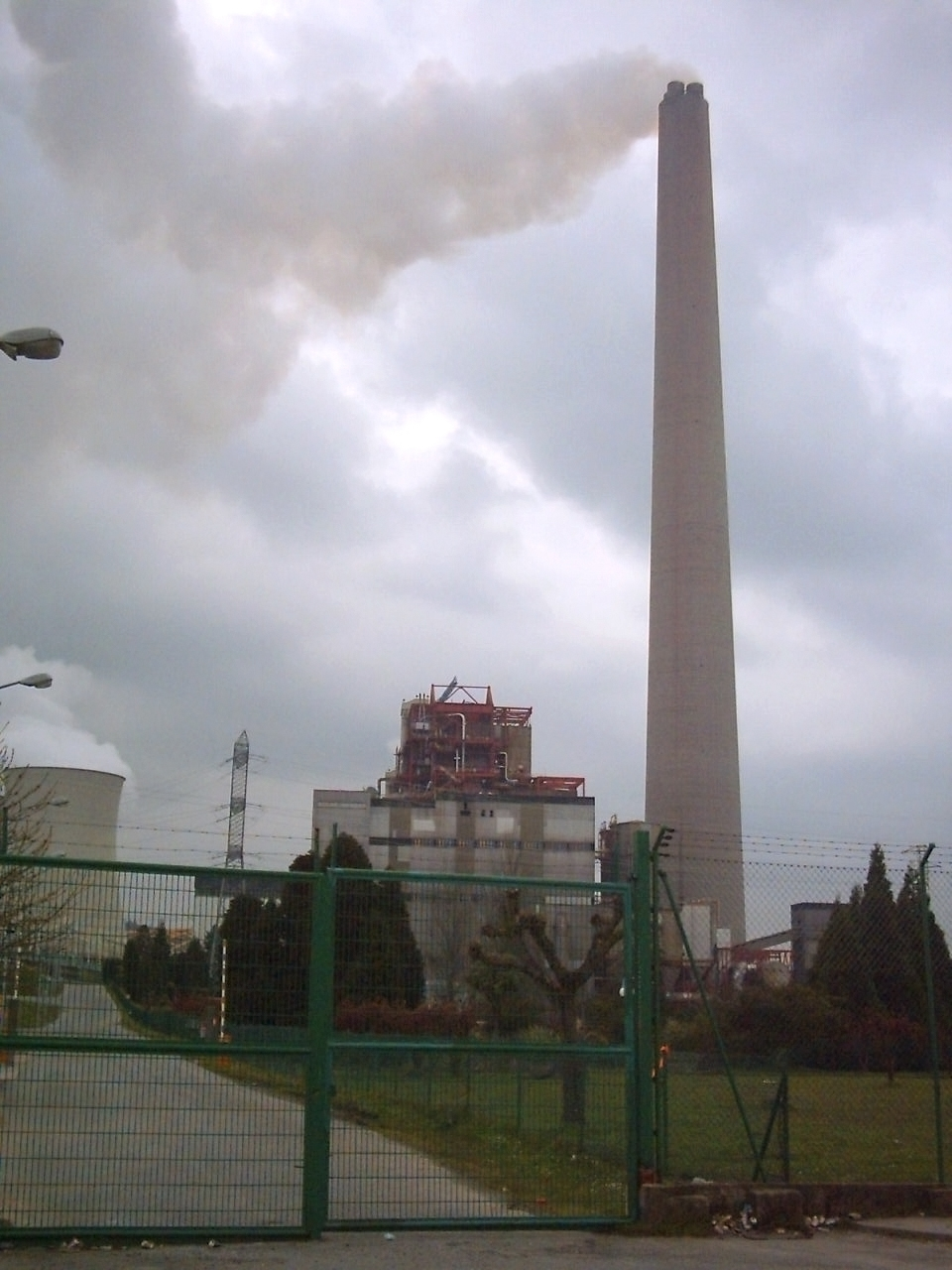

## أعلام
- ديفيد روشيلا كالفو
- أدريان لوبيز رودريغيز
- إغناثيو إيشيفيريا
- دييغو أندريس برموديز